# Ghúta

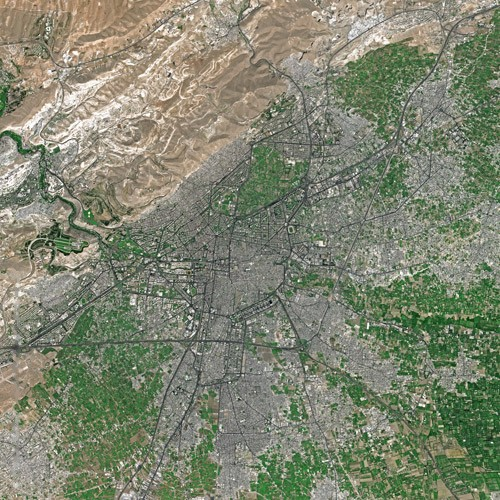
Satelitní fotografie Damašku a okolí: jižně a východně leží úrodná Ghúta, naopak na severozápadě se nachází neúrodný hřeben Kásijúnu

Ghúta (arabsky غوطة دمشق‎ – Ghúta Dimašq) je označení pro úrodnou oblast východně a jižně od Damašku, hlavního města Sýrie. Ze správního hlediska patřící do muháfazy Ríf Dimašq a odděluje Damašek od neúrodné Syrské pouště. Oázu zavlažuje řeka Baradá přitékající z Antilibanonu, která se následně ztrácí v poušti.

## Dějiny
Během Syrské občanské války došlo v Ghútě v srpnu 2013 k chemickým útokům, které zabily stovky lidí.